# Christoph Maczewski
Christoph Maczewski (* 23. August 1933 in Lodz) ist ein deutscher evangelisch-lutherischer Theologe und Missionar der Leipziger Mission in Tansania.

## Werdegang
Christoph Maczewski ging nach dem Studium in Kiel, Göttingen und Heidelberg zum Vikariat nach Athen und studierte anschließend am Seminar von Chalki, der theologischen Hochschule des Ökumenischen Patriarchats im heutigen Istanbul in der Türkei.
Er wurde am 27. Oktober 1963 in Hannover ordiniert und arbeitete als Gemeindepastor. 1969 wurde er zur zeitgenössischen Zoi-Erneuerungsbewegung innerhalb der griechisch-orthodoxen Kirche promoviert.
Am 22. Juni 1969 wurde Maczewski in Hannover ausgesandt und reiste im August 1969 mit seiner Ehefrau nach Moshi/Tansania aus. Bis 1973 war er als Pastor in Moshi-Stadt und Moshi-Land (Arushachini) für die Gemeindearbeit zuständig, so etwa für die örtliche deutsche Gemeinde. Zurück in Deutschland war er ab August 1973 für den Reisedienst der Leipziger Mission zuständig. 
Von 1974 bis 1976 war Maczewski Pastor in Stadtoldendorf, von 1976 bis 1984 Gemeindepastor in Hildesheim-Marienrode. Ab 1984 war er als Sekretär der „Leipziger Mission West“ tätig und ab 1994 bis 1998 als Mitarbeiter des Bildungsreferats „Interreligiöser Dialog: Islam“ des Ev.-luth. Missionswerks in Niedersachsen. 
1998 ging er in Hildesheim in den Ruhestand.

## Gemeindepartnerschaft
Vor seiner Rückkehr nach Deutschland begründete Maczewski die Partnerschaft der Gemeinden Marienwerder und Arushachini.

## Familie
1968 heirateten er und Ute Elisabeth Hoffmann. 1970 und 1972 wurden ihre beiden Söhne geboren, 1974 ihre Tochter.

## Veröffentlichungen
- Die Zoi-Bewegung Griechenlands – Ein Beitrag zum Traditionsproblem der Ostkirche. Dissertation, veröffentlicht bei Vandenhoeck & Ruprecht, Göttingen 1970
- Η κίνηση της "Ζωής" στην Ελλάδα – Συμβολή στο πρόβλημα της παραδόσεως της Ανατολικής Εκκλησίας. Συγγραφή: Christoph Maczewski, Μετάφραση:  Γεώργιος Δ. Μεταλληνός, Έκδοση: Απρίλιος 2002 από "Αρμός", ISBN 960-527-235-0